# 関ジャニズム
『関ジャニズム』（かんジャニズム）は、関ジャニ∞の7枚目のフル・アルバム。2014年11月5日にINFINITY RECORDSから発売された。

## 概要
- 前作『JUKE BOX』から約1年1か月振りのリリース。
- レーベルを、テイチクエンタテインメントの『インペリアルレコード』から自主レーベル『INFINITY RECORDS』に移籍し、初のアルバム。
- CDは初回限定盤A・B、通常盤の3形態で発売。
- シングル曲「ココロ空モヨウ」「ひびき」「キング オブ 男!」「オモイダマ」「ER2」の他、サッカーの世界選手権大会『2014 FIFAワールドカップ』をTBS系で放映する『TBS Football 2014夏』のテーマソングとして起用された「RAGE」[11]、メンバーの渋谷すばるが作詞、安田章大が作曲した「ゆ」など、全14曲を収録[10]。
  - RIP SLYMEやヒャダイン、TOKIOの長瀬智也、高橋優から楽曲提供された新曲も収録[10]。
    - 楽曲提供の詳細は本項「#収録曲」及び「#楽曲提供者」を参照。

  - 通常盤の特典CDには、メンバーの村上信五のソロ曲、安田・錦戸、横山・大倉、渋谷・丸山のユニット曲を全4曲収録[10]。
- 初回限定盤には特典DVDを付属。
  - 初回限定盤Aには、本作のリード曲である「EJ☆コースター」のミュージック・ビデオとメイキング映像、更にバラエティ企画映像「丸山が2050年からやってきた!」を収録[9]。
  - 初回限定盤Bには、前述のソロ・ユニット曲である「アイスクリーム」、「『愛 Love You』」、「アダムとイブ」、「道」のミュージック・ビデオとメイキング映像を収録[9]。
- 本作は、自身の自主レーベル『INFINITY RECORDS』の発足と同時に発売が発表された[12]。
- 初回限定盤と通常盤の初回プレス分には、本作と前月に発売された30thシングル『言ったじゃないか/CloveR』、翌月に発売された31stシングル『がむしゃら行進曲』の3作連動応募企画として、2015年1月10日に京セラドーム大阪にて開催されたラジオ公開録音『関ジャニ∞のレコメン! ラジオ史上最大の公開録音スペシャル』[13][14]と、メンバーのメッセージが入った2015年のオリジナルカレンダー『完全撮り下ろし プレミアムA3カレンダー』のどちらかに応募でき、これらに外れた場合に、2009年から2010年にかけて放送されていた自身の冠番組であるテレビ朝日系『関パニ』を模した完全撮り下ろしのバラエティ企画『関パミニ』がストリーミング再生で視聴可能な「応募ID」が封入された[15]。
- 2024年1月24日、デビュー20周年を記念し、過去にリリースされた全楽曲が各種音楽ダウンロードサービス、サブスクリプションサービスで配信されることに伴い、本作の配信も開始された[16][17][18]。

### 各形態概要
| ＃ | 曲名                            |
| -- | ------------------------------- |
| 1  | EJ☆コースター                   |
| 2  | FUN FUN FUN FUN FUN FUN FUN FUN |
| 3  | 三十路少年                      |
| 4  | キング オブ 男!                 |
| 5  | Masterpiece                     |
| 6  | ココロ空モヨウ                  |
| 7  | ひびき                          |
| 8  | ゆ                              |
| 9  | ER2                             |
| 10 | おえかき                        |
| 11 | ドヤ顔人生                      |
| 12 | 象                              |
| 13 | RAGE                            |
| 14 | オモイダマ                      |

| ＃ | 曲名                         | 形態             |
| -- | ---------------------------- | ---------------- |
| 1  | アイスクリーム（安田・錦戸） | 通常盤（特典CD） |
| 2  | 『愛 Love You』（村上）      | 通常盤（特典CD） |
| 3  | アダムとイブ（横山・大倉）   | 通常盤（特典CD） |
| 4  | 道（渋谷・丸山）             | 通常盤（特典CD） |

| 特典内容                            | 形態                   |
| ----------------------------------- | ---------------------- |
| 3タイトル連動応募券                 | 全形態（初回プレス分） |
| 特典DVD（詳細は「#特典DVD」を参照） | 初回限定盤A・B         |
| デジパック仕様                      | 初回限定盤A・B         |
| フォトブックレット                  | 初回限定盤A・B         |
| 特典CD（詳細は「#特典CD」を参照）   | 通常盤                 |
| 三方背スリーブケース仕様            | 通常盤（初回プレス分） |
| 関ジャニズムマップ                  | 通常盤（初回プレス分） |
| 飛び出せ!関ジャニズムステッカー     | 通常盤（初回プレス分） |

## 販売形態
- 発売日：2014年11月5日
  - 初回限定盤A（JACA-5505~5506：CD+DVD）
    - デジパック仕様
    - フォトブックレット封入
    - 3タイトル連動応募券封入

  - 初回限定盤B（JACA-5507~5508：CD+DVD）
    - デジパック仕様
    - フォトブックレット封入
    - 3タイトル連動応募券封入

  - 通常盤（JACA-5509~5510：2CD）
    - 三方背スリーブケース仕様（初回プレス盤のみ）
    - 関ジャニズムマップ封入（初回プレス盤のみ）
    - 飛び出せ！関ジャニズムステッカー封入（初回プレス盤のみ）
    - 3タイトル連動応募券封入（初回プレス盤のみ）
- 発売日：2019年7月12日
  - 通常盤：十五催ハッピープライス盤（JSNC-1588~1589：2CD）
    - 自身の配信アプリ『関ジャニ∞アプリ』対応のため、15%オフでの再発売。
- 発売日：2024年1月24日
  - 配信作品
    - デビュー20周年を記念した音楽ダウンロードサービスおよびサブスクリプションサービスでの配信[16][17][18]。

## チャート成績
- オリコンチャート
  - 初日183,874枚を売り上げ、2014年11月4日付の「オリコンデイリー CDアルバムランキング」で初登場1位を獲得した[1]。
  - 初週294,180枚を売り上げ、2014年11月17日付の「オリコン週間 CDアルバムランキング」で週間1位を獲得した[2][3]。
    - 7作連続、通算7作目のアルバム1位獲得となった[2]。

  - 累計323,586枚を売り上げ、2014年11月度「オリコン月間 CDアルバムランキング」で月間1位を獲得した[4]。
    - 同チャートで自身のアルバムが1位を獲得するのは初である。

  - 累計327,752枚を売り上げ、2014年度「オリコン年間 CDアルバムランキング」で年間9位を獲得した[5]。
    - 同チャートで自身のアルバムがトップ10に入るのは2作連続、通算2作目である。
- Billboard JAPAN
  - 2014年11月12日公開の「Billboard Japan Top Albums Sales」で週間1位を獲得した[6]。
  - 2014年度「Billboard Japan Top Albums Sales Year End」で年間5位を獲得した[7]。
    - 同チャートで自身のアルバムがトップ5に入るのは初である。

## 収録曲

### CD
1. EJ☆コースター - [3:58]
作詞・作曲：GAKU
編曲：久米康嵩
  - 本作のリードトラック
2. FUN FUN FUN FUN FUN FUN FUN FUN - [3:54]
作詞：RYO-Z, ILMARI, PES and SU
作曲・編曲：DJ FUMIYA
  - RIP SLYMEからの楽曲提供。
3. 三十路少年 - [4:52]
作詞・作曲：前山田健一
編曲：大西省吾
  - ヒャダインからの楽曲提供。
4. キング オブ 男! - [4:08]
作詞：若旦那 (from 湘南乃風)
作曲：TAKESHI
編曲：久米康嵩
  - 27thシングル
  - 東宝配給映画『土竜の唄 潜入捜査官REIJI』主題歌[19]
  - 湘南乃風の若旦那からの楽曲提供。
5. Masterpiece - [3:37]
作詞：SHIKATA
作曲・編曲：SHIKATA、GRP
6. ココロ空モヨウ - [4:39]
作詞・作曲：UNIST
編曲：Peach
  - 25thシングル
  - 関西テレビ・フジテレビ系火曜ドラマ『よろず占い処 陰陽屋へようこそ』主題歌[20]
7. ひびき - [4:42]
作詞：HAJIME
作曲：金丸佳史
編曲：大西省吾
  - 26thシングル
  - TBS系木曜ドラマ劇場『Dr.DMAT』主題歌[21]
8. ゆ - [3:29]
作詞：渋谷すばる
作曲：安田章大
編曲：高橋浩一郎
  - メンバーの渋谷すばると安田章大が制作した楽曲。
9. ER2 - エイトレンジャー - [3:50]
作詞・作曲：GAKU
編曲：久米康嵩
  - 29thシングル
  - 東宝配給映画『エイトレンジャー2』主題歌[22]
10. おえかき - [1:22]
作詞・作曲：りょうちゃん
編曲：ももちゃん
  - メンバーの錦戸亮が「りょうちゃん」名義で制作した楽曲。
11. ドヤ顔人生 - [3:38]
作詞・作曲・編曲：長瀬智也
ブラスアレンジ：YOKAN
  - TOKIOの長瀬智也からの楽曲提供。
12. 象 - [3:51]
作詞・作曲：高橋優
編曲：池窪浩一、高橋優
  - 高橋優からの楽曲提供。
  - 楽曲を提供した高橋優のアルバム『来し方行く末』にて、同曲のセルフカバーを収録[23]。
  - 39thシングル『奇跡の人』初回限定盤にて、同曲のライブ音源を収録[24]。
  - 2022年5月8日に自身のライブツアー『KANJANI'S Re:LIVE 8BEAT』で披露された、同曲のライブ映像が公開された[25]。
    - 自身の有観客ライブでのライブ映像が公開されるのは初である。
13. RAGE - [3:49]
作詞・作曲：笹原慎
編曲：Peach
  - 配信限定曲
  - TBS系『TBS Football 2014夏』テーマソング[11]
  - 2014年6月13日に『レコチョク』、『music.jp』、『dwango.jp』、『TBSメロディ』の4つの配信サイトにて同曲の着うたが配信された[11]。
  - 本作でCD初収録。
14. オモイダマ - [4:57]
作詞：松原さらり
作曲：南田健吾
編曲：大西省吾
ブラスアレンジ：YOKAN
  - 28thシングル
  - 2014ABC夏の高校野球応援ソング[26]
  - 朝日放送・テレビ朝日系『熱闘甲子園』テーマソング[27]
  - 阪神電気鉄道『甲子園駅』接近メロディ[28]

### 特典CD（通常盤）
1. アイスクリーム / 安田章大・錦戸亮 - [3:24]
作詞・作曲：安田章大、錦戸亮
編曲：野間康介
  - 安田・錦戸のユニット曲。
  - 安田と錦戸自身が制作した楽曲。
2. 『愛 Love You』 / 村上信五 A.K.A KING - [3:21]
作詞・作曲・編曲：Peach
  - 村上の「村上信五 A.K.A KING」名義のソロ曲。
3. アダムとイヴ / 横山裕・大倉忠義 - [3:51]
作詞：SHIKATA
作曲・編曲：SHIKATA、REO
  - 横山・大倉のユニット曲。
4. 道 / 渋谷すばる・丸山隆平 - [3:48]
作詞：渋谷すばる、丸山隆平
作曲：マシコタツロウ
編曲：大西省吾
  - 渋谷・丸山のユニット曲。
  - 渋谷と丸山自身が制作した楽曲。

### 配信
配信限定作品。2024年1月24日に配信された。
1. EJ☆コースター
2. FUN FUN FUN FUN FUN FUN FUN FUN
3. 三十路少年
4. キング オブ 男!
5. Masterpiece
6. ココロ空モヨウ
7. ひびき
8. ゆ
9. ER2
10. おえかき
11. ドヤ顔人生
12. 象
13. RAGE
14. オモイダマ
15. アイスクリーム / 安田章大・錦戸亮
16. 『愛 Love You』 / 村上信五
17. アダムとイブ / 横山裕・大倉忠義
18. 道 / 渋谷すばる・丸山隆平

### 特典DVD

#### 初回限定盤A
| #         | タイトル                                  | 作詞  | 作曲・編曲 | 時間  |
| --------- | ----------------------------------------- | ----- | ---------- | ----- |
| 1.        | 「EJ☆コースター」(Music Clip)             |       |            | 4:59  |
| 2.        | 「EJ☆コースター」(Making)                 |       |            | 12:41 |
| 3.        | 「丸山が2050年からやってきた!」(企画映像) |       |            | 49:33 |
| 合計時間: | 合計時間:                                 | 67:13 |            |       |

#### 初回限定盤B
| #         | タイトル                                               | 作詞  | 作曲・編曲 | 時間 |
| --------- | ------------------------------------------------------ | ----- | ---------- | ---- |
| 1.        | 「アイスクリーム」(Music Clip / 安田章大・錦戸亮)      |       |            | 3:26 |
| 2.        | 「アイスクリーム」(Making / 安田章大・錦戸亮)          |       |            | 8:51 |
| 3.        | 「『愛 Love You』」(Music Clip / 村上信五 A.K.A. KING) |       |            | 3:28 |
| 4.        | 「『愛 Love You』」(Making / 村上信五 A.K.A. KING)     |       |            | 4:16 |
| 5.        | 「アダムとイヴ」(Music Clip / 横山裕・大倉忠義)        |       |            | 4:13 |
| 6.        | 「アダムとイヴ」(Making / 横山裕・大倉忠義)            |       |            | 5:26 |
| 7.        | 「道」(Music Clip / 渋谷すばる・丸山隆平)              |       |            | 3:51 |
| 8.        | 「道」(Making / 渋谷すばる・丸山隆平)                  |       |            | 4:06 |
| 合計時間: | 合計時間:                                              | 37:37 |            |      |

## タイアップ
※表記は発売順
- ココロ空モヨウ
  - 関西テレビ・フジテレビ系火曜ドラマ『よろず占い処 陰陽屋へようこそ』主題歌[20]
- ひびき
  - TBS系木曜ドラマ劇場『Dr.DMAT』主題歌[21]
- キング オブ 男!
  - 東宝配給映画『土竜の唄 潜入捜査官REIJI』主題歌[19]
- RAGE
  - TBS系『TBS Football 2014夏』テーマソング[11]
- オモイダマ
  - 2014ABC夏の高校野球応援ソング[26]
  - 朝日放送・テレビ朝日系『熱闘甲子園』テーマソング[27]
  - 阪神電気鉄道『甲子園駅』接近メロディ[28]
- ER2
  - 東宝配給映画『エイトレンジャー2』主題歌[22]

## 楽曲提供者
※表記は曲順通り

### アーティスト作
- RIP SLYME
  - RYO-Z
    - 「FUN FUN FUN FUN FUN FUN FUN FUN」(作詞)

  - ILMARI
    - 「FUN FUN FUN FUN FUN FUN FUN FUN」(作詞)

  - PES
    - 「FUN FUN FUN FUN FUN FUN FUN FUN」(作詞)

  - SU
    - 「FUN FUN FUN FUN FUN FUN FUN FUN」(作詞)

  - DJ FUMIYA
    - 「FUN FUN FUN FUN FUN FUN FUN FUN」(作曲・編曲)
- ヒャダイン
  - 「三十路少年」(作詞・作曲)[注 1]
- 若旦那（湘南乃風）
  - 「キング オブ 男!」(作詞)
- 長瀬智也（TOKIO）
  - 「ドヤ顔人生」(作詞・作曲・編曲)
- 高橋優
  - 「象」(作詞・作曲・編曲)

### メンバー作
- 渋谷すばる
  - 「ゆ」(作詞)
  - 「道」(作詞)[注 2]
- 安田章大
  - 「ゆ」(作曲)
  - 「アイスクリーム」(作詞・作曲)[注 2]
- 錦戸亮
  - 「おえかき」(作詞・作曲)[注 3]
  - 「アイスクリーム」(作詞・作曲)[注 2]
- 丸山隆平
  - 「道」(作詞)[注 2]

## 参加ミュージシャン
- アルバムクレジットより。
- シングル曲は該当ページを参照。

EJ☆コースター
- A.Pf：佐藤真吾
- E.Guitar / all other instruments：久米康嵩

FUN FUN FUN FUN FUN FUN FUN FUN
- Sound Produced and Programmed by DJ FUMIYA（RIP SLYME）
- Used sample source performed; Guitars by DJ FUMIYA
- Recorded by DJ FUMIYA at 王国スタジオ

三十路少年
- Drums：濵﨑大地
- E.Bass：前原利次
- E.Guitar / all other instruments：大西省吾

Masterpiece
- E.Guitar：Peach
- all other instruments：SHIKATA / GAP

ゆ
- Drums：小柳昌法（LINDBERG）
- E.Bass：松田"FIRE"卓己
- A.Guitar / E.Guitar / all other instruments：高橋浩一郎

おえかき
- Chorus：おえかきっず
- S.Recoder / Tambourine / Triangle / all other instruments：ももちゃん

ドヤ顔人生
- Drums：濵﨑大地
- E.Bass：前原利次
- Trumpet / Baritone Sax：YOKAN
- Trumpet：小澤篤志
- Trombone：藤井裕樹
- TenorSax：佐藤公彦
- B.Harp：渋谷すばる
- E.Guitar / all othe instruments：長瀬智也（TOKIO）

象

RAGE

アイスクリーム
- Tambourine / Wind Chime：桑迫陽一
- E.Guitar：佐々木貴之
- all other instruments：野間康介

『愛Love You』
- Chorus：小坂良子
- E.Guitar / Chorus / all other instruments：Peach

アダムとイヴ
- A.Guitar / E.Guitar：石成正人
- Chorus：河崎亜美
- all other instruments：SHIKATA / REO

道
- Drums：濵﨑大地
- E.Bass：前原利次
- A.Pf：佐藤真吾
- Strings：雨宮麻未子ストリングス
- E.Guitar / A.Guitar / all other instruments：大西省吾

## 収録作品
※シングル曲は各ページを参照。

### アルバム
EJ☆コースター
- 2ndベストアルバム『GR8EST』（201∞限定盤 特典CD）

※メドレーの1曲として収録。

象

RAGE

### シングル
象

### 映像作品

#### ライブ映像
EJ☆コースター
- 12thライブDVD/Blu-ray『関ジャニズム LIVE TOUR 2014≫2015』
- 44thシングル『Re:LIVE』（期間限定盤B 特典DVD）
- 22ndライブBlu-ray/DVD『KANJANI∞ DOME LIVE 18祭』

FUN FUN FUN FUN FUN FUN FUN FUN
- 12thライブDVD/Blu-ray『関ジャニズム LIVE TOUR 2014≫2015』

三十路少年
- 12thライブDVD/Blu-ray『関ジャニズム LIVE TOUR 2014≫2015』
- 44thシングル『Re:LIVE』（期間限定盤B 特典DVD）
- 24thライブBlu-ray/DVD『超DOME TOUR 二十祭』

Masterpiece
- 12thライブDVD/Blu-ray『関ジャニズム LIVE TOUR 2014≫2015』
- 19thライブDVD/Blu-ray『十五祭』

ゆ
- 12thライブDVD/Blu-ray『関ジャニズム LIVE TOUR 2014≫2015』

ドヤ顔人生
- 12thライブDVD/Blu-ray『関ジャニズム LIVE TOUR 2014≫2015』

象

RAGE

アイスクリーム
- 12thライブDVD/Blu-ray『関ジャニズム LIVE TOUR 2014≫2015』
- 19thライブDVD/Blu-ray『十五祭』
- 錦戸ソロ6thライブBlu-ray/DVD『錦戸亮 LIVE TOUR 2024 "NOMADOFNOWHERE"』

※錦戸がソロで披露。
※通常盤の特典CDにはライブ音源を収録。

『愛 Love You』
- 12thライブDVD/Blu-ray『関ジャニズム LIVE TOUR 2014≫2015』

アダムとイヴ
- 12thライブDVD/Blu-ray『関ジャニズム LIVE TOUR 2014≫2015』

道
- 12thライブDVD/Blu-ray『関ジャニズム LIVE TOUR 2014≫2015』

#### ミュージック・ビデオ
EJ☆コースター
- 2ndベストアルバム『GR8EST』（完全限定豪華盤 特典DVD）

## カバー
象

## 関連ライブ
- 関ジャニズム LIVE TOUR 2014≫2015（2014年11月16日 - 2015年1月12日、全13公演）